# Jeunes gens en colère (film, 1966)
Pour plus de détails, voir Fiche technique et Distribution.
Jeunes gens en colère (The Idol) est un film britannique réalisé par Daniel Petrie, sorti en 1966.

## Synopsis
Londres à la fin de années 60, Marco, un étudiant américain talentueux et arrogant, se lie d'amitié avec Timothy, un étudiant en médecine. Timothy admire Marco et ce dernier abuse de cette amitié.

## Fiche technique
- Titre original : The Idol
- Titre français : Jeunes gens en colère
- Réalisation : Daniel Petrie
- Scénario : Millard Lampell, d'après une histoire de Ugo Liberatore
- Direction artistique : George Provis
- Costumes : Yvonne Blake
- Photographie : Kenneth Higgins
- Montage : Jack Slade
- Musique : John Dankworth
- Production : Leonard Lightstone, Joseph E. Levine (producteur exécutif) et Robert Porter (producteur associé)
- Société de production : Embassy Pictures
- Société de distribution : Paramount British Pictures, Embassy Pictures
- Pays de production :  Royaume-Uni
- Langue originale : anglais
- Format : Noir et blanc — 35 mm — 1,85:1 — son : Mono (RCA Sound Recording)
- Genre : Drame
- Durée : 109 minutes
- Dates de sortie :
  - Royaume-Uni : février 1966
  - États-Unis : 10 août 1966

## Distribution
- Jennifer Jones : Carol
- Michael Parks : Marco
- John Leyton : Timothy
- Jennifer Hilary : Sarah
- Guy Doleman : Martin Livesey
- Natasha Pyne : Rosalind
- Jack Watson : Inspecteur de police
- Jeremy Bulloch : Lewis
- Gordon Gostelow : Simon
- Priscilla Morgan : Rosie
- Jane Birkin : Une étudiante des beaux-arts (non créditée)